# Kyrklig interiör

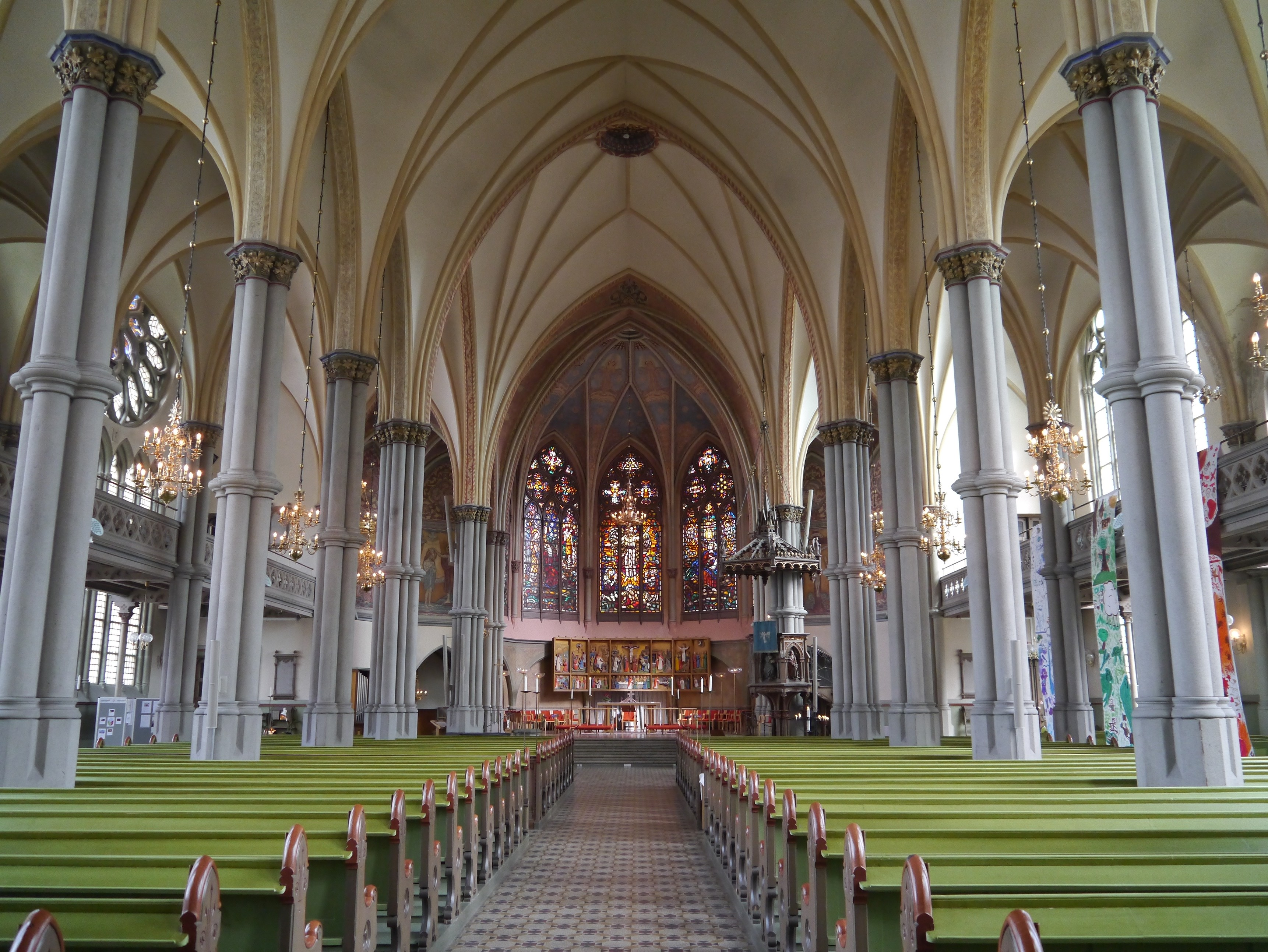
Exempel på hur en protestantisk kyrka kan se ut inuti. Detta är Oscar Fredriks kyrka i Olivedal, Göteborgs kommun.

I den kyrkliga interiören i flesta västerländska kyrkor återfinns den romerska basilikans huvuddrag: absid, kor, tvärhus eller tvärskepp, långhus eller långskepp och förhall. I regel var koret förlagt i öster. Koret var tillgängligt endast för prästerskapet och kören och där fanns korstolarna, fasta sittplatser vid korets norra och södra väggar. Under senare delen av medeltiden tillbyggdes sakristian, i regel invid korets norra sida. Absiden begränsades mot koret av tribunbågen, under det att koret i sin tur avskildes från skeppet genom triumfbågen, som nedtill kompletterades genom en låg mur eller ett skrank (korskranket). Långhuset eller skeppet (långskepp i motsats till tvärskepp) var avsett för menigheten. Längst i väster fanns förhallen, som huvudsakligen var katekumenernas och botgörarnas plats. Förhallen i större kyrkor ersattes under medeltidens senare hälft i småkyrkorna av ett vapenhus.

## Utsmyckning
Utsmyckningen i en kyrkobyggnad skiljer sig beroende på vilket samfund den tillhör. I medeltida kyrkorum var det vanligt att man målade helgonbilder som placerades i skåp eller nischer. Under senmedeltiden brukade valv och väggar dekoreras med olika motiv från bibeln och målningar.

### Protestantiska kyrkor
I protestantiska kyrkor finns bland annat långa bänkrader för menigheten och predikstolar där prästen predikar. Där finns också altaruppsats och altartavlor.

### Romersk-katolska kyrkor
I romersk-katolska kyrkor finns bland annat bänkrader, statyer och orglar och vigvattenskålar.

### Östortodoxa kyrkor
Färgrikedomen är stor i östortodoxa kyrkor. Där finns ikoner och en ikonostas, som är en skärmliknande vägg täckt med ikoner som ligger mellan koret och församlingen liksom Mosaiker, målningar, dopfuntar och oljelampor Många östortodoxa kyrkor brukar sakna bänkar då man helst står upp under en gudstjänst eller liturgi. Orglar förekommer inte heller då man sjunger utan musikinstrument.

## Bilder

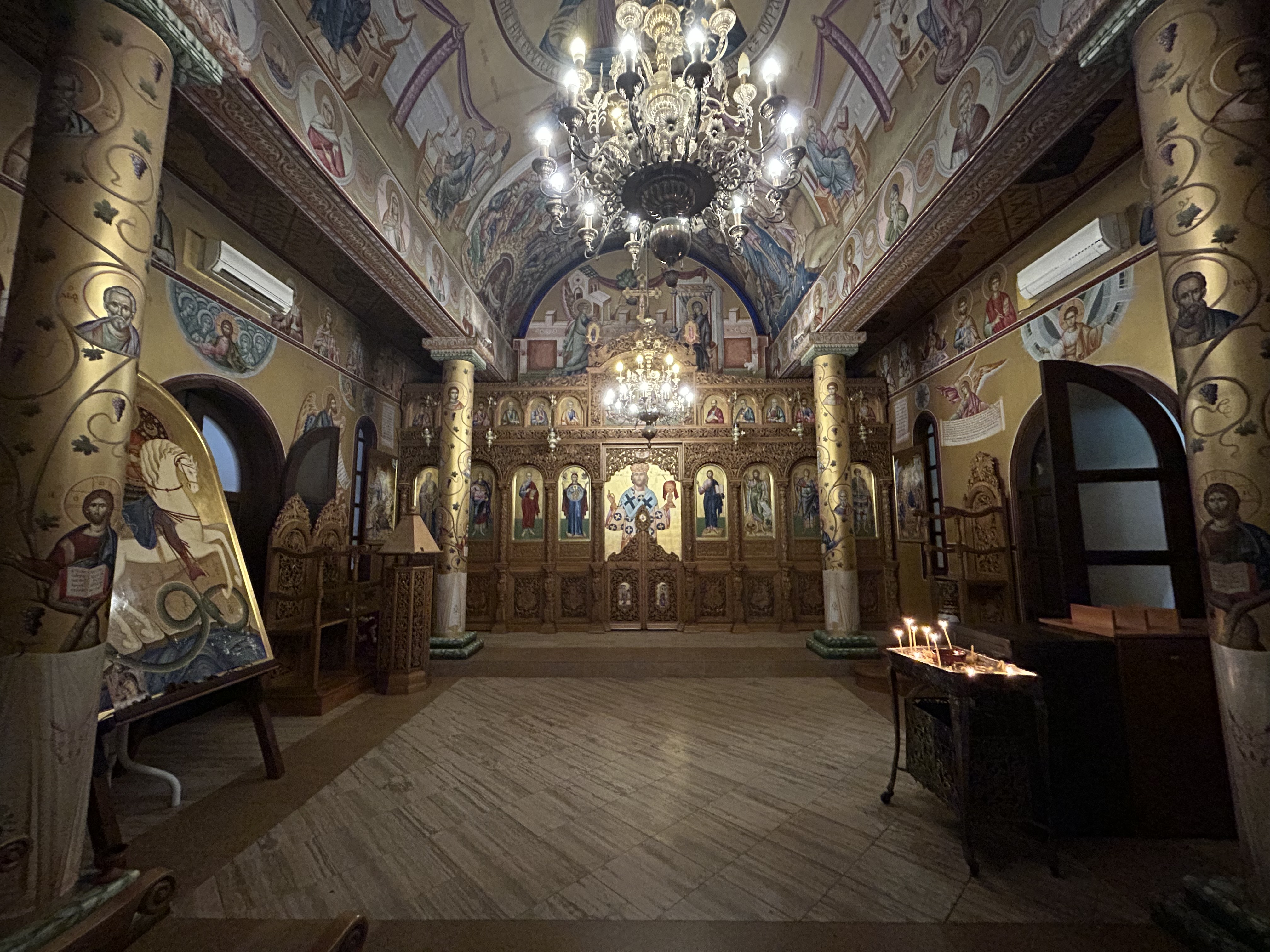
Interiören i Sankt Georgs kapell i Ayia Napa, Cypern.
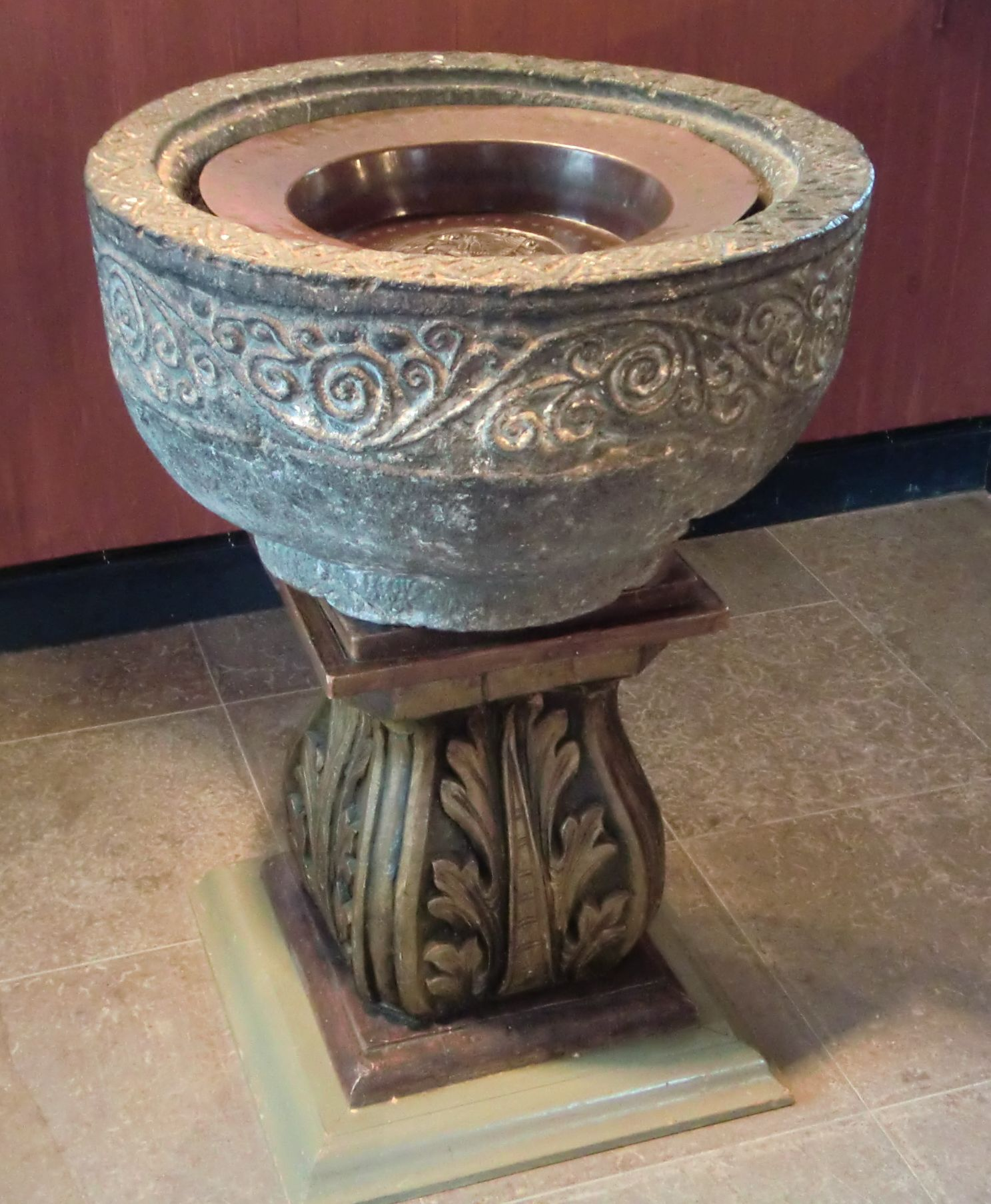
Dopfunt i Nödinge kyrka.
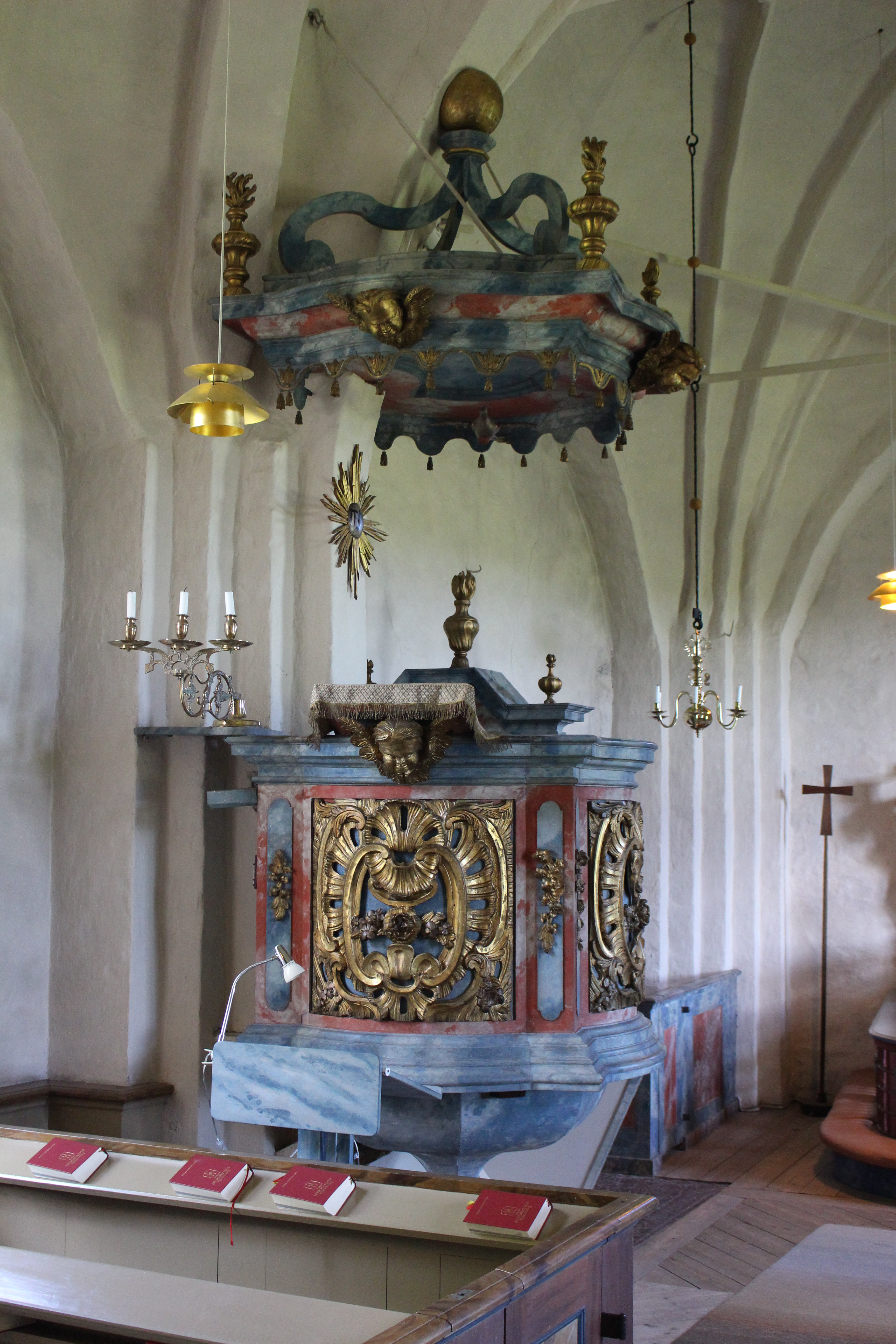
Predikstol i Husby-Sjuhundra kyrka.
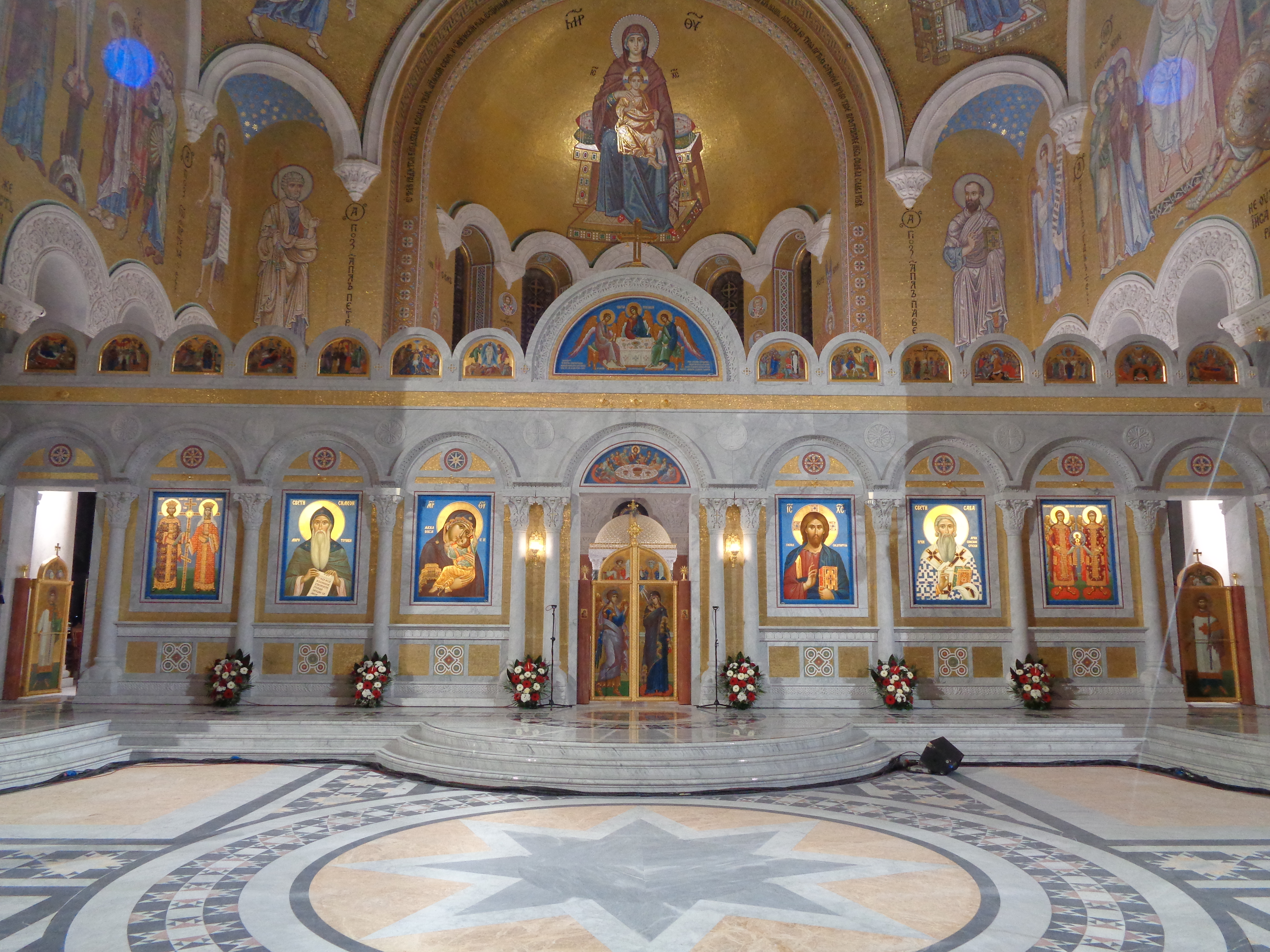
Ikonostas i Sankt Savas kyrka i Belgrad, Serbien.
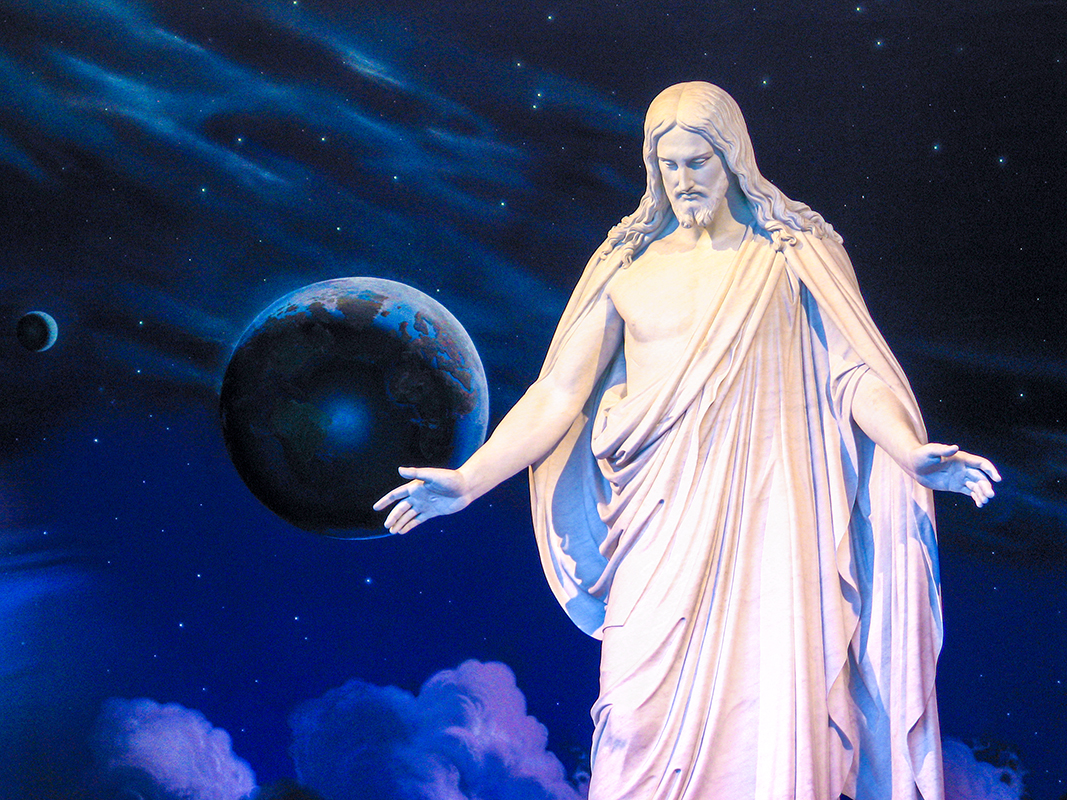
Saty av Jesus i Salt Lake City i Utah, USA.
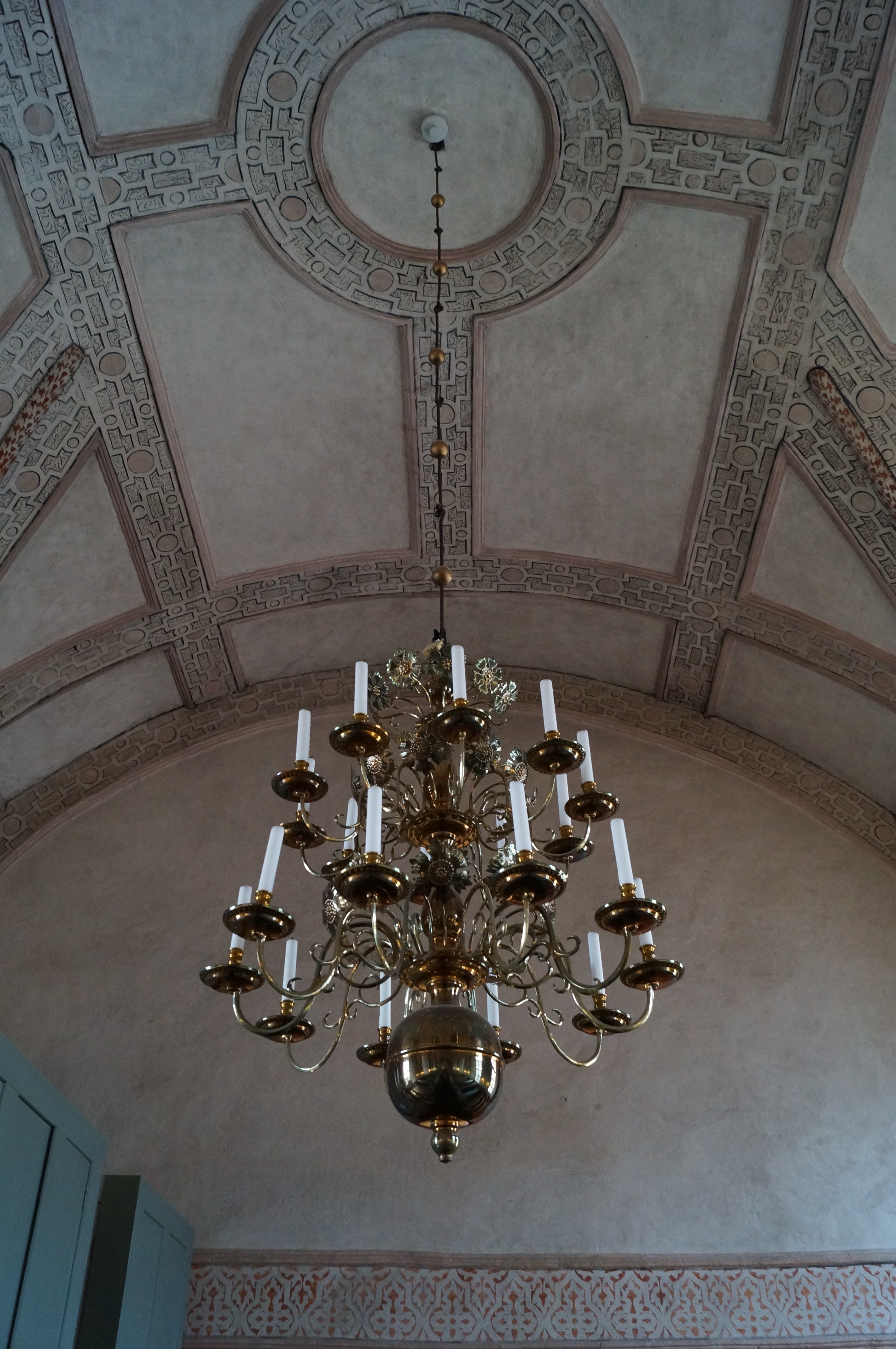
Ljuskrona i slottskyrkan i Kalmar slott.
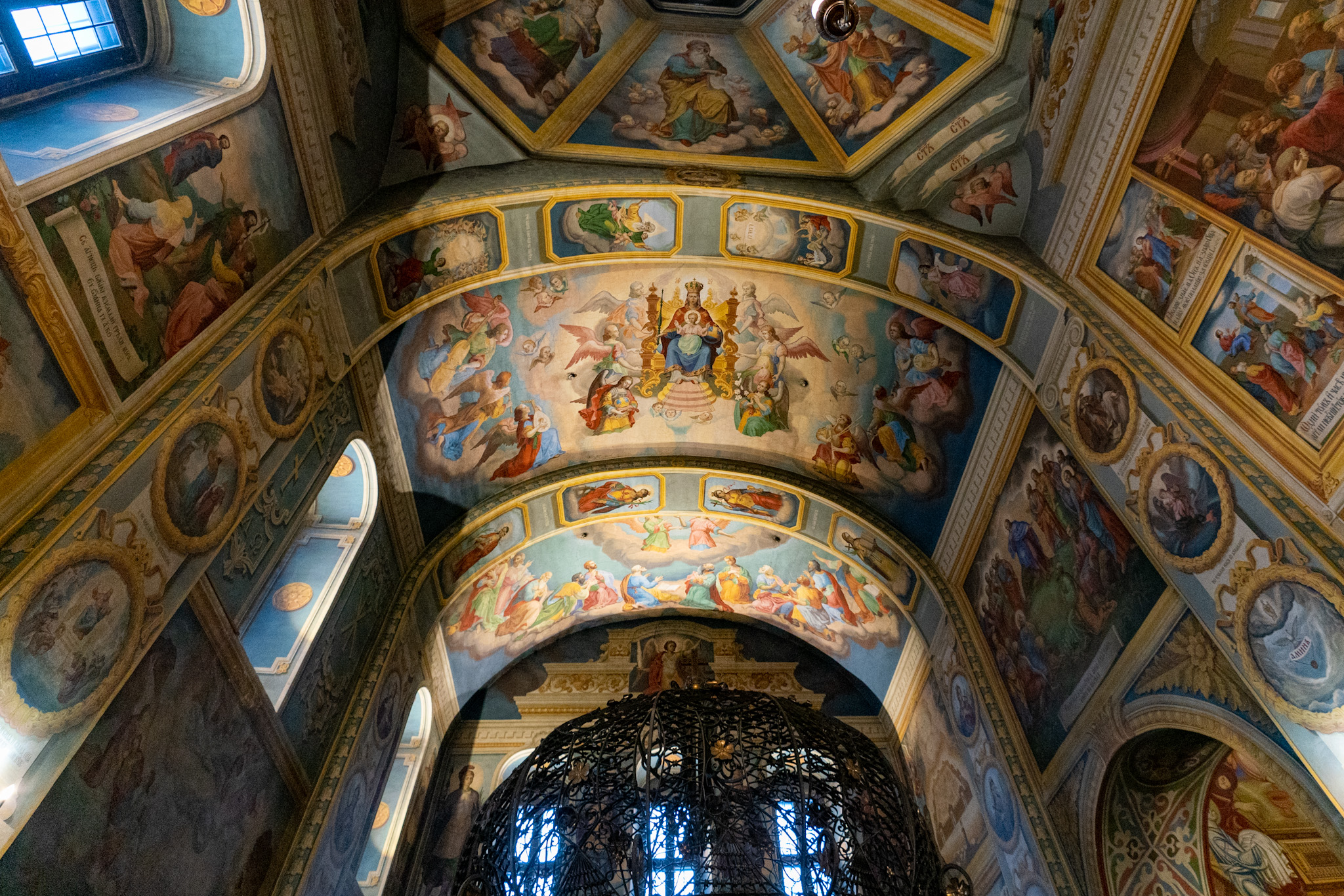
Målningar i Sankt Mikaelskatedralen i Kiev, Ukraina.
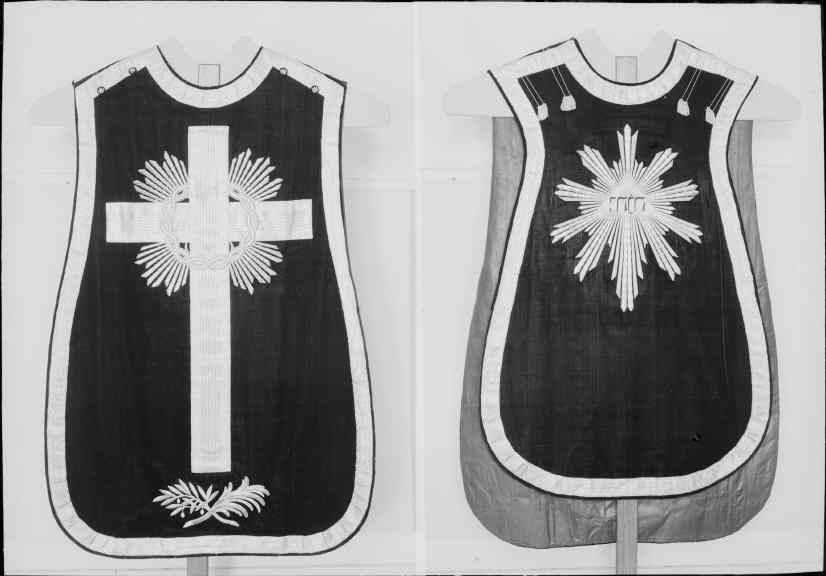
Mässhake, fram och bakstycke. Från Alanäs kyrka.
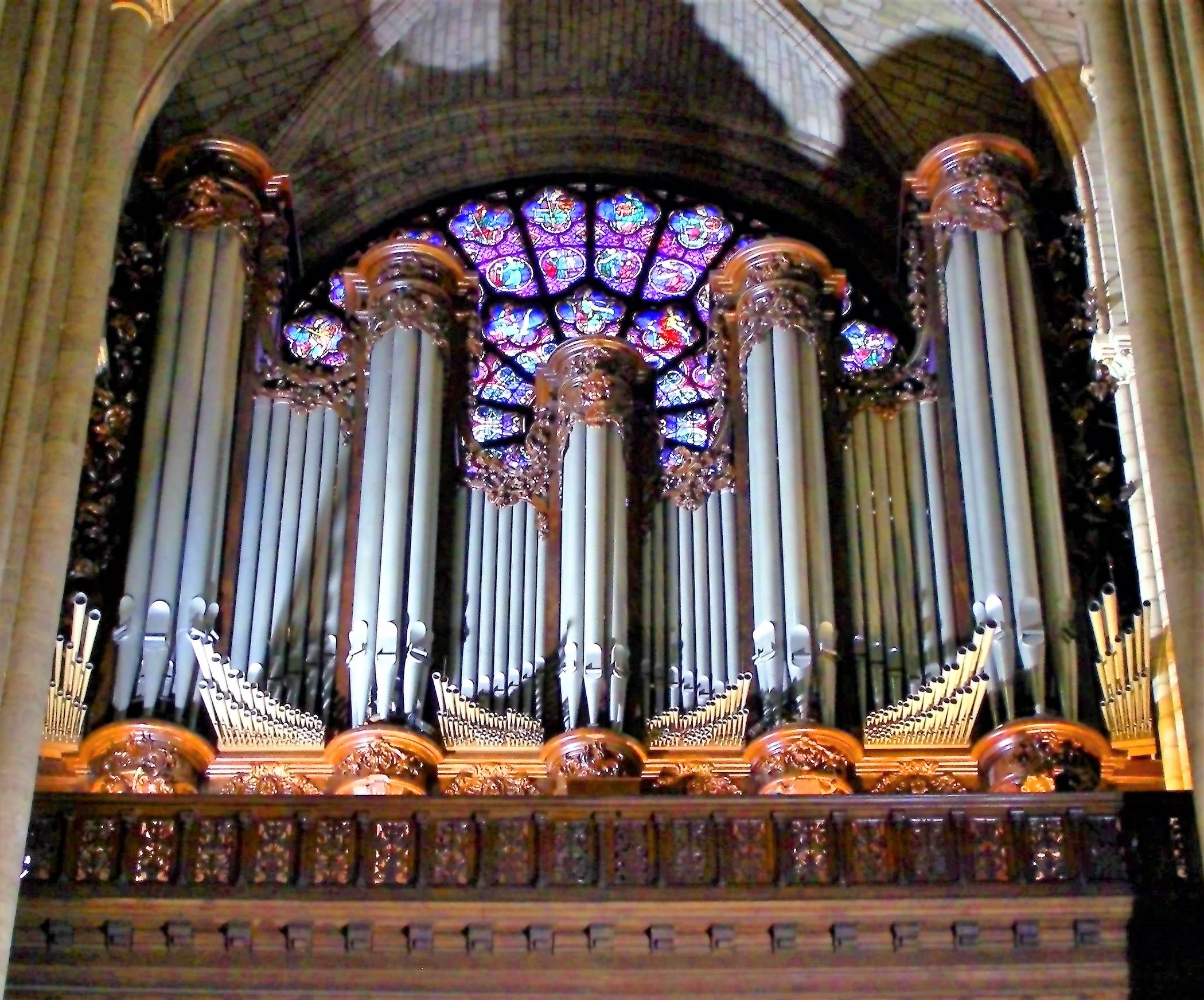
Orgel i Notre-Dame de Paris.